# Klasea cretica
Klasea cretica là một loài thực vật có hoa trong họ Cúc. Loài này được (Turrill) J.Holub mô tả khoa học đầu tiên năm 1977.